# Oxford, Kansas
Oxford är en ort i Sumner County i Kansas. Orten heter ursprungligen Napawalla efter en osagehövding. Vid 2010 års folkräkning hade Oxford 1 049 invånare.